# Vico C. La vida del filósofo
Vico C. La vida del filósofo és una pel·lícula biogràfica de Puerto Rico que narra la història del pioner de la música urbana en espanyol, Vico C. Va ser estrenada al Festival de Cinema Llatí de San Diego el 2017.
El fill de Vico C, conegut com Luis Lozada Jr. «LoUPz», encarna el seu pare a la pel·lícula. Va participar al càsting com qualsevol altre actor i, gràcies a la semblança amb el seu progenitor, el gran públic va aplaudir la decisió que fos ell qui interpretés el paper principal.
En els crèdits de la pel·lícula s'observa Vico C anunciant nous projectes musicals i a Denise Quiñones, Gilberto Santa Rosa, Tego Calderón, Carlos Delgado, Amaury Nolasco, Willy Rodríguez i Boris Bidraut, entre altres personalitats, compartir experiències viscudes amb l'artista i comentar l'impacte que els ha generat la seva música.

## Argument
El llargmetratge relata els humils orígens del cantant fins al salt a la fama internacional, les dures experiències que va viure i el gir que va fer la seva música en veure's immers en el món de les drogues i sortir-ne gràcies a la fe cristiana.